# Комягино (Смоленская область)
Комя́гино — деревня в Смоленской области России, в Вяземском районе. Население — 26 жителей (2007). Расположена в восточной части области в 5 км к северу от районного центра, между автодорогами М1 «Беларусь» и Р134 «Старая Смоленская дорога». Станция Комягино на железнодорожной линии Москва — Минск. Входит в состав Новосельского сельского поселения.

## Экономика
КФХ «Зверьково», несколько садоводческих товариществ.

## Известные люди
- Дмитрий Ефремович Кудинов (1916—1972) — Герой Советского Союза, гвардии старший лейтенант, командир пулемётного взвода 169-го гвардейского стрелкового полка (1-я гвардейская стрелковая дивизия, 11-я гвардейская армия, 3-й Белорусский фронт)[2].
- Дмитрий Афанасьевич Федотов  (1885—1938) — священник Смоленской и Вяземской епархии.